# Гущин, Олег Александрович
Олег Александрович Гущин (род. 19 апреля 1971) — советский и российский хоккеист, защитник. Тренер.

## Биография
Воспитанник пермского «Молота». Начинал играть в команде второй лиги «Россия» Краснокамск (1988/89). Выступал за «Молот»/«Молот-Прикамье» (1989/90 — 1992/93, 1995/96 — 2000/01),
«Молот-Прикамье-2» (1995/96 — 1996/97, 2002/03), «Торпедо» Нижний Новгород (2001/02), «Спутник» Нижний Тагил (2002/03), «Нефтяник» Альметьевск (2002/03), «Энергию» Кемерово (2003/04 — 2004/05), «Зауралье» Курган (2005/06 — 2006/07).
Главный тренер «Зауралья» (2007—2008). Главный тренер «Молота» (октябрь 2008 — январь 2009). Тренер команды «Молота» 1994 г .р. (2010—2011). Старший тренер «Октана» (4 октября 2011—2012/13), главный тренер МХК «Молот» (2013—2015).
В чемпионате Казахстана — главный тренер «Темиртау» (2015/16, с 9 декабря). Тренер (2016—2018), главный тренер (2018—2019) «Кулагера».